# Traubendorn
Der Traubendorn (Danae racemosa), auch Alexandrinischer Lorbeer genannt, ist die einzige Pflanzenart aus der Gattung Danae in der Familie der Spargelgewächse (Asparagaceae).

## Beschreibung

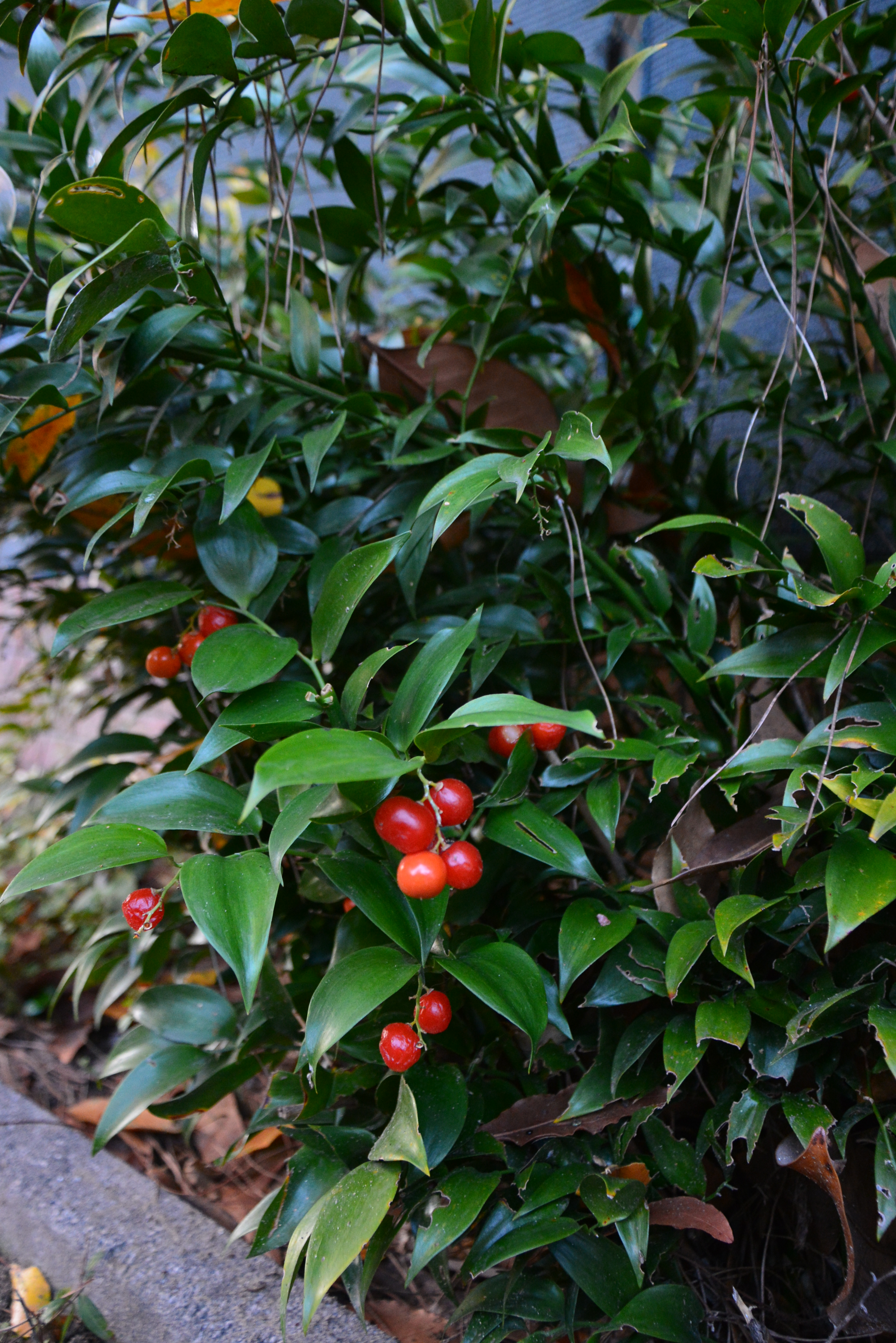
Traubendorn (Danae racemosa) fruchtend

Der schattenliebende Traubendorn ist ein immergrüner Halbstrauch der Wuchshöhen von 40 bis über 100 Zentimeter erreicht. Er bildet ein Rhizom aus. Der Stängel ist wechselständig verzweigt. Die Laubblätter sind früh abfallend oder zu Schuppen reduziert. An den Seitenzweigen befinden sich 5 bis 7 Scheinblätter in den Achseln der reduzierten Blätter. Die Scheinblätter sind schmal-eiförmig, spitz und messen 5 bis 8  × 1 bis 2,5 Zentimeter. Die gestielten, kleinen und grün-weißlichen bis -cremefarbenen Blüten sind zwittrig. Je 5 bis 8 Blüten bilden kurze und lockere Trauben die endständig an den Seitenzweigen stehen. Die Blütenstiele sind mit einem „Gelenk“ unterteilt. Die einfache, birnen- bis urnenförmige und sechsteilige Blütenhülle ist zu zwei Dritteln verwachsen. Innen, oben ist ein fleischiger Ring unter den kurzen, dreieckigen Zipfeln. Der dreikammerige Fruchtknoten ist oberständig mit kurzem Griffel mit leicht gelappter Narbe und die sechs kurzen Staubblätter in der Mitte der Kronröhre sind kurz häutig-röhrig verwachsen.
Blütezeit ist von Mai bis Juni. Es werden rote und rundliche, meist ein- bis dreisamige, etwa 9–12 Millimeter große, kahle, glatte Beeren gebildet.

## Vorkommen
Der Traubendorn kommt in der Südtürkei in Latakia und im nordwestlichen Iran und Talysch in schattigen Eichenwäldern und auf Klippen in Höhenlagen um 1000 Meter vor.

## Nutzung
Der Traubendorn wird selten als Zierpflanze genutzt. Er ist seit spätestens 1713 in Kultur.
Nach den Oxyrhynchus Papyri soll eine Halskette aus gewundenen Traubendornblättern den Ägyptern gegen Katererscheinungen geholfen haben.